# Афекат
Термин афекат некада има исто значење као и термин емоција. Изрази „афективни“ и „емоционални живот“ имају иста значења. Но, појам афекта често има једно специфичније значење- под афектом се често подразумева емоционални доживљај које се нагло јавља, има велики интензитет и буран ток и који садржи изразите телесне и психичке промене. Примери афекта су панични страх, необуздани бес, бескрајна радост итд.
У афективном стању често долази до „сужења свести“, при чему су интелектуални процеси у великој мери ометени, нема самоконтроле, разумног понашања ни поштовања основних моралних и правних норми. Зато се „сужење свести“ и стање снажног афекта узима као олакшавајућа околност у судским процесима који се односе на тешке злочине.
Сматра се да је „пражњење афекта“ повољно за душевно здравље и равнотежу. Наравно, при томе се мора водити рачуна да се не повреди нека друга особа. Ако се афекат „не иживи“, „не испразни“, постоји могућност да изазове тзв. психосоматске поремећаје.